# Dominique Bortolotti
Pour les articles homonymes, voir Bortolotti.
Dominique Bortolotti est un footballeur français né le 11 novembre 1957 à Épinal (Vosges).

## Biographie
Après avoir débuté dans le club de sa ville natale, le SAS Épinal, il a joué comme attaquant au Troyes AF de 1974 jusqu'à 1979, date de la dissolution du club professionnel troyen.

## Carrière
- 1974-1979 :  Troyes AF
- 1979-1980 :  Olympique d'Alès
- 1980-1985 :  Amiens SC[1]